# Вебстер, Джин
Джин Вебстер (англ. Jean Webster; настоящее имя — Алиса Джейн Чандлер Вебстер англ. Alice Jane Chandler Webster) (24 июля 1876 — 11 июня 1916) — американская писательница. В самых известных её книгах — «Длинноногий дядюшка» и «Милый недруг» — созданы образы живых и симпатичных молодых женщин, отражающих многие автобиографические черты писательницы. Важные социальные и моральные проблемы обсуждаются с юмором и естественным образом входят в быт героинь.

## Экранизации
- Длинноногий папочка
- Watashi no Ashinaga Ojisan — аниме-сериал по роману «Длинноногий дядюшка» Джин Уэбстер. Снят на студии Nippon Animation и является частью «Театра мировых шедевров»